# Maksym Malyshev
Maksym Vasylyovych Malyshev (Donetsk, 24 de diciembre de 1992) es un futbolista ucraniano que juega como centrocampista. Desde el 2023, es ayudante de campo de las categorías inferiores del Shajtar Donetsk.

## Trayectoria
Después de jugar para el equipo como reserva del Shajtar Donetsk y FC Shajtar-3 Donetsk, en febrero de 2013 se unió al FC Zorya Luhansk de préstamo, debutó en la Liga Premier de Ucrania. Al año siguiente, 2014-15, Malyshev continuó jugando en préstamo en el Zorya Luhansk, jugando como titular la mayoría de sus partidos de liga (jugando más de 1400 minutos), y anotando tres goles.

### Shajtar Donetsk
Hizo su debut con el Shajtar Donetsk el 19 de julio de 2015, en el primer partido de la temporada 2015-16 contra el Oleksandriya.
El 8 de mayo de 2016, por primera vez, utilizó el brazalete del capitán del Shajtar Donetsk en el partido de la jornada 25 de la Liga Premier de Ucrania, debido a que el capitán habitual del equipo de Donetsk, Darijo Srna, se perdió el partido debido a una lesión. En su primera temporada como parte del Shajtar Donetsk, participó en 34 partidos, anotando cinco goles y una asistencia.

## Clubes
| Club                | País                | Año                 | Partidos | Goles |
| ------------------- | ------------------- | ------------------- | -------- | ----- |
| FC Zorya Luhansk    | Ucrania             | 2009-203            | 49       | 12    |
| FC Zorya Luhansk    | Ucrania             | 2013-2015           | 32       | 4     |
| Shajtar Donetsk     | Ucrania             | 2015-2021           | 77       | 7     |
| Total en su carrera | Total en su carrera | Total en su carrera | 158      | 23    |

## Palmarés

### Campeonatos nacionales
| Título                  | Club            | País    | Año  |
| ----------------------- | --------------- | ------- | ---- |
| Supercopa de Ucrania    | Shajtar Donetsk | Ucrania | 2015 |
| Copa de Ucrania         | Shajtar Donetsk | Ucrania | 2016 |
| Liga Premier de Ucrania | Shajtar Donetsk | Ucrania | 2017 |
| Copa de Ucrania         | Shajtar Donetsk | Ucrania | 2017 |
| Supercopa de Ucrania    | Shajtar Donetsk | Ucrania | 2017 |
| Liga Premier de Ucrania | Shajtar Donetsk | Ucrania | 2018 |
| Copa de Ucrania         | Shajtar Donetsk | Ucrania | 2018 |
| Copa de Ucrania         | Shajtar Donetsk | Ucrania | 2019 |
| Liga Premier de Ucrania | Shajtar Donetsk | Ucrania | 2019 |
| Liga Premier de Ucrania | Shajtar Donetsk | Ucrania | 2020 |